# Prières léonines
Les prières léonines sont un ensemble de prières instituées en 1884 par le pape Léon XIII, à dire à la fin des messes basses (lues et non chantées) de rite romain.

## Contexte historique.
En 1859, par l'encyclique Qui nuper, le pape Pie IX décrète, pour l'Italie, que des prières supplémentaires soient dites à la fin de chaque messe en réponse à la contestation par le Risorgimento du pouvoir temporel du pape exercé au travers des États pontificaux. Ces prières comprenaient trois Je vous salue Marie, un Salve Regina et une oraison pour l'Église.
En 1884, le pape Léon XIII étend universellement ces dispositions à la célébration des messes basses de rite romain. Cette nouveauté liturgique est connue sous l'expression de prières léonines. Entre-temps, la quasi-totalité du territoire des États pontificaux a été conquise par le royaume d'Italie. En 1886, la prière à Saint-Michel Archange est ajoutée aux prières initiales.

## Composition
Ces prières sont les suivantes : trois Je vous salue Marie, le Salve Regina, suivis d’une oraison pour l'Église et de la prière à saint Michel .

## Utilisation
Le pape Pie X demande d'y ajouter une triple invocation au Sacré-Cœur de Jésus.
En 1930, après les accords du Latran, le pape Pie XI demande que ces prières continuent d'être récitées avec une pensée spéciale pour la Russie, alors sous le régime communiste.
Sous le pontificat du pape Paul VI, l’instruction Inter oecumenici du 26 septembre 1964 remplace les prières léonines par un choix de sept prières d'actions de grâces facultatives.